# Château de Champignolle
Le château de Champignolle est situé sur la commune de La Tagnière, dans le département français de Saône-et-Loire.
Ce château (les façades et les toitures) fait l’objet d’une inscription au titre des monuments historiques depuis le 17 décembre 1976.

## Description

### Construction
Le château, succédant à une demeure médiévale dont il a conservé les douves, date vraisemblablement du XVIIe siècle. Il se compose d'un corps de logis allongé complété à chaque extrémité d'un pavillon faisant saillie. Les communs forment deux ensembles : d'une part un long bâtiment bas terminé à chaque extrémité par une construction carrée et, d'autre part, un pavillon donnant sur la cour d'entrée.
Le château, propriété privée, ne se visite pas.

## Historique
- Avant 1650 : propriété de N. d'Ecrot
- 1650 : achat par Charles Lebrun, comte du Breuil en Bourbonnais, qui, par testament, crée avec son épouse Henriette de la Tournette un majorat en faveur de leur descendance.
- XVIIIe siècle : Alexandre Lebrun, époux de Suzanne de Balathier-Lantage, entre en possession de ces terres (son frère puîné Louis-Casimir y renonce en échange d'une pension).
- 1792 : Antoine de Villiers-La Faye, gendre d'Alexandre, rejoint l'émigration.
- An XI : Louis-Casimir Lebrun du Breuil fait annuler sa renonciation par la cour de Dijon et prend possession du château alors sous séquestre.
- 1836 : fin de l'occupation du château par la famille Lebrun du Breuil.
- 1862 : le château est acheté par Benoît-Charles de Maizière.